# Fulvarba
Fulvarba é um gênero de traça pertencente à família Arctiidae.